# 압출성형

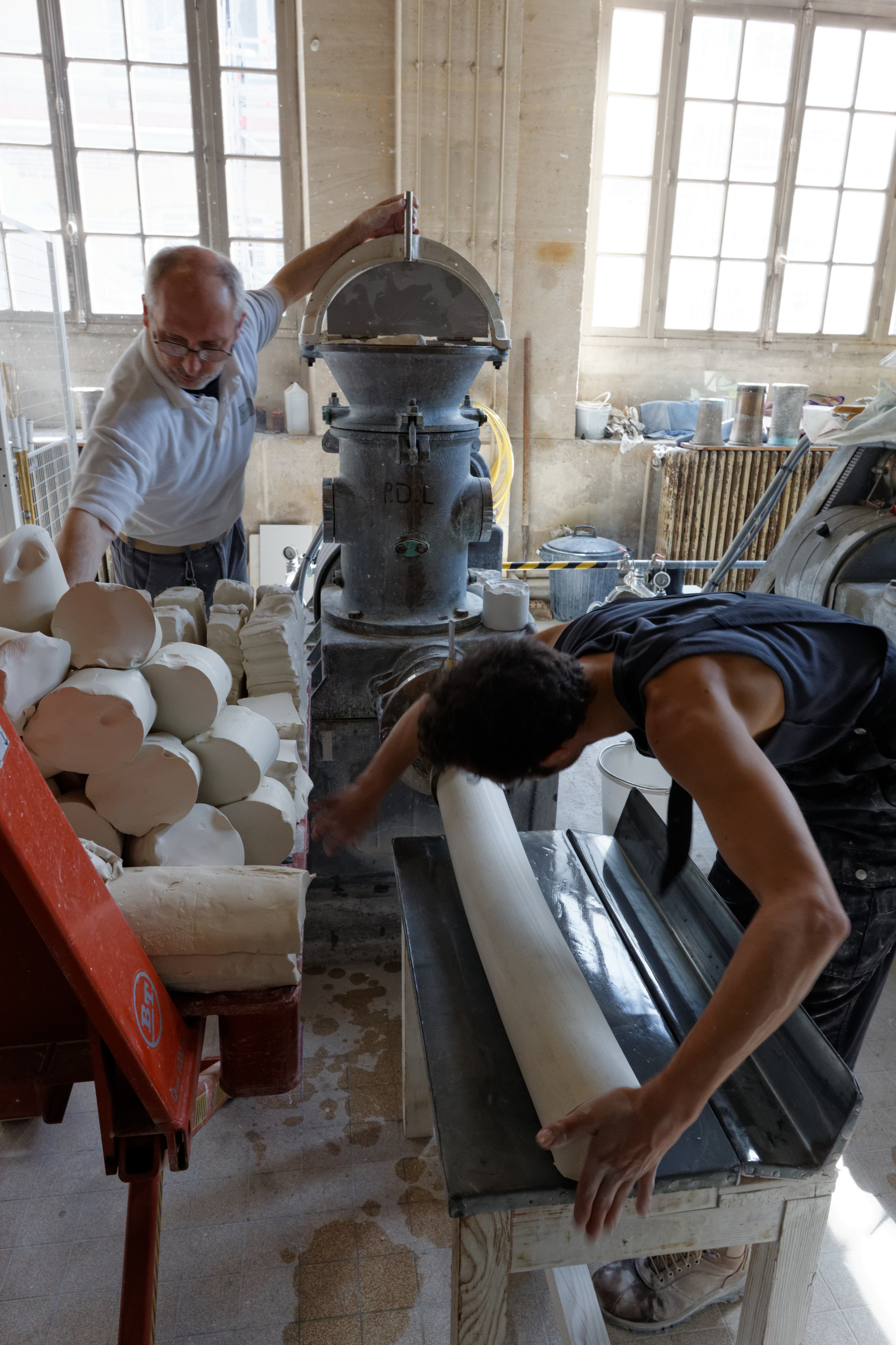
공기 제거용 퍼그에서 배출되는 점토 몸체

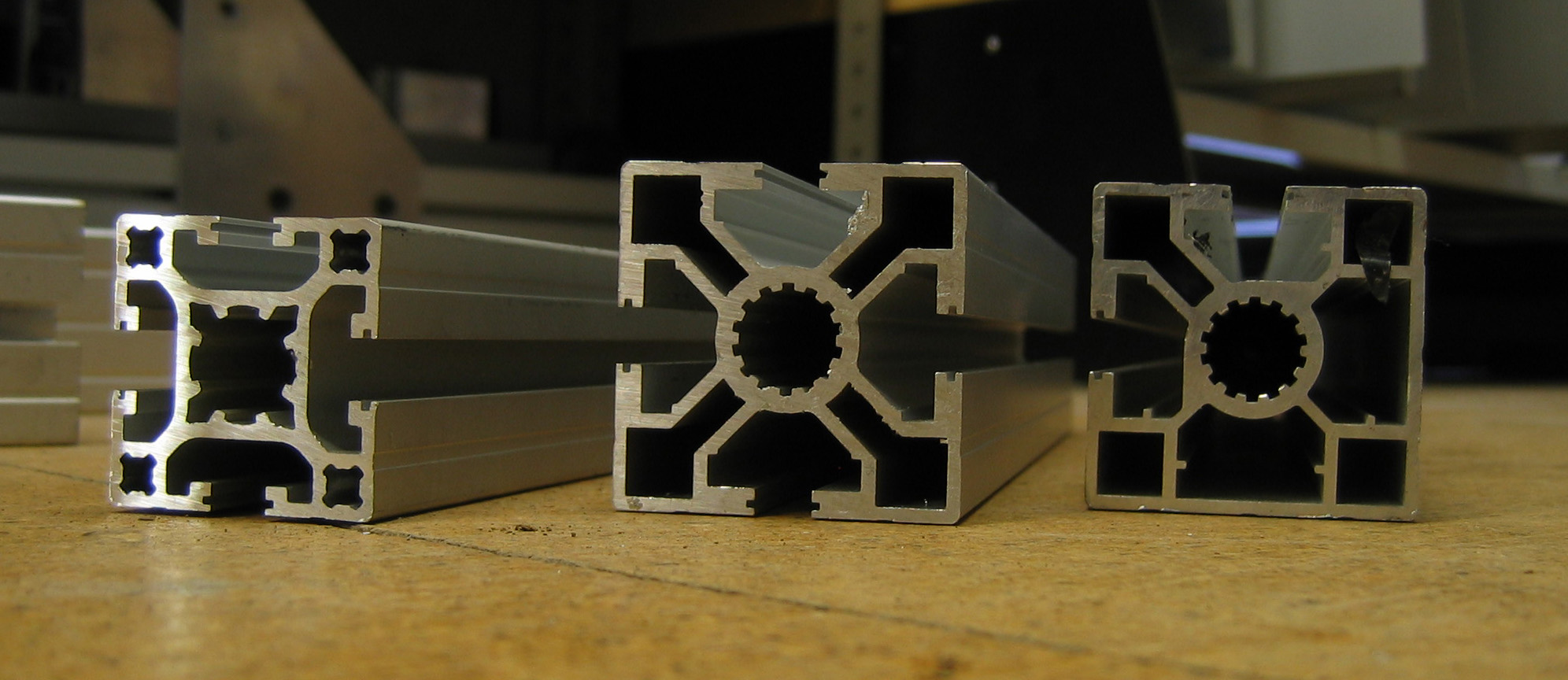
여러 개의 중공 구멍이 있는 압출 알루미늄, T 슬롯을 통해 바를 특수 커넥터와 접합할 수 있다.

압출성형(押出成型)은 고정 단면 윤곽의 물체를 만들기 위해 사용하는 공정이다. 압출성형공정은 물질의 강도를 높일 수도 있다.

## 개요
비닐관(管)을 만드는 기계를 보면, 이 기계는 앞의 사출성형기와 유사하나 주형이 없으며, 튜브가 이어져 기계에서 나온다.
여기서 호퍼(hopper)로부터 들어온 칩(chip)은 기계적으로 스크루(screw)로써 가열부(加熱部)에 보내져 다이(die)라고 불리는 금형(金型)에서 튜브 모양으로 밀려나온다. 중공(中空)이 되는 것은 다이의 중앙에 있는 맨드렐이라고 하는 부품이 녹은 플라스틱을 원통상(圓筒狀)으로 눌러퍼지게 하는 역할을 하기 때문이다. 이렇게 된 튜브는 바로 냉각되어 감겨지든가 또는 적당히 절단되어 제품화된다. 필름 등을 연속적으로 만드는 경우에도 같은 원리이다.